# Lijst van Zwadderaars
Dit is een lijst van personages in de Harry Potter-boeken die in Zwadderich zitten of zaten, een van de afdelingen van de toverschool Zweinstein. Ze zijn gerangschikt op alfabetische volgorde (achternaam). Omdat Draco Malfidus een hoofdpersoon in de boeken is heeft dat personage een apart artikel.

## Gerard van Beest
Gerard van Beest (Engels: Graham Montague) is een zwaargebouwd persoon, met lange en harige onderarmen. Hij werd op Zweinstein ingedeeld bij Zwadderich in de jaren 90 en tussen 1993 en 1996 was hij Jager in het Zwerkbalteam van Zwadderich. Na het vertrek van Lucas Bakzijl en Wrakking benoemde hij Vincent Korzel en Karel Kwast tot Drijvers.
Van Beest maakte ook deel uit van het Inquisitiekorps van Dorothea Omber in Harry Potter en de Orde van de Feniks. Dit gaf hem de bevoegdheid punten af te trekken van onder andere Griffoendors. Toen hij dat van plan was bij Fred en George Wemel, waren zij hem echter te snel af; hij wordt opgesloten in de Verdwijnkast op de eerste verdieping. Later wordt Van Beest teruggevonden in een toilet op de vierde verdieping. Hij is helemaal in de war, maar weet uiteindelijk uit de Kast te Verdwijnselen, ondanks het feit dat hij zijn Verschijnselbrevet nog niet heeft. Hij is ook de persoon die aan Draco Malfidus heeft verteld dat de Verdwijnkast op Zweinstein in verbinding staat met die van Odius & Oorlof.

## Margriet Bullemans
Margriet Bullemans (Engels: Millicent Bulstrode) is een student in de afdeling Zwadderich, en heeft een agressief voorkomen. Ze is een jaargenote van Harry Potter. In Harry's tweede jaar op Zweinstein neemt Hermelien Griffel het op tegen Bullemans bij de duelleerclub onder leiding van Gladianus Smalhart. In het vijfde jaar sluit ze zich aan bij het Inquisitiekorps van professor Dorothea Omber.

## Daphne Goedleers
Daphne Goedleers (Engels: Daphne Greengrass) zat in hetzelfde jaar als Draco Malfidus en in Zwadderich. Ook is ze de zus van Astoria Goedleers die later Draco's vrouw wordt.

## André Hilarius
André Hilarius zit in het Zwerkbalteam van Zwadderich als Zoeker. Hij is ouder dan Harry.

## Vincent Korzel
Vincent Korzel (Engels: Vincent Crabbe) is een trouwe volgeling van Draco Malfidus en zit binnen Zweinstein op dezelfde Afdeling (Zwadderich). Korzel is onafscheidelijk van zijn vriend Karel Kwast. Korzel is de langste/sterkste/slimste/dikste van de twee.
Zowel Korzel als Karel Kwast worden in de boeken als zeer dom bestempeld. Korzel is volgens Malfidus van deze twee de minst domme. Beide jongens volgen Malfidus vrijwel overal, en stellen hun schooltijd in dienst van Malfidus. Hun gebrek aan intelligentie wordt gecompenseerd door hun honger naar macht.
In het tweede boek weet Harry Potter Kwast een plukje haar afhandig te maken om te gebruiken voor de Wisseldrank. Hermelien heeft cakejes gemaakt met slaapmiddel erin, voor Korzel en Kwast. Als Korzel en Kwast terugkomen uit de Grote Zaal, zien ze de cakejes liggen en eten ze op, en vallen daarna meteen in slaap. Ron en Harry nemen elk een pluk haar van Korzel en Kwast.
In het vijfde boek worden zowel Malfidus als Korzel en Kwast lid van het Inquisitiekorps van Dorothea Omber. Dit was een soort elitegroepje van leerlingen met meer rechten dan andere leerlingen, die de orders van Professor Omber opvolgden en uitvoerden.
In het zevende en laatste boek komt Korzel om het leven tijdens de Slag om Zweinstein. Hij gebruikt Duivelsvuur om te voorkomen dat Harry een Gruzielement van Voldemort te pakken krijgt (het Diadeem van Rowena Ravenklauw) maar komt uiteindelijk zelf om in de vlammen omdat hij het vuur niet onder controle heeft.
De vader van Vincent Korzel is een Dooddoener, een volgeling van Heer Voldemort.

## Karel Kwast
Karel Kwast (Engels: Gregory Goyle) is een jaargenoot van Harry Potter en een Afdelingsgenoot en trouwe volgeling van Harry's aartsvijand, Draco Malfidus. Kwast is onafscheidelijk van zijn vriend Vincent Korzel.
Kwast is groot en breed, heeft armen als die van een gorilla en draagt zijn haar in een bloempot-model. Hij wordt in de boeken afgeschilderd als zeer dom, gemeen, weinig spraakzaam en zonder eigen wil. Hij volgt Malfidus' orders zonder morren op en lijkt niet in staat zelf beslissingen te nemen.
In Harry Potter en de Orde van de Feniks worden zowel Malfidus als Korzel en Kwast lid van het Inquisitiekorps van Dorothea Omber. Dit was een soort elite-groepje van leerlingen met meer rechten dan andere leerlingen, die de orders van Professor Omber opvolgden en uitvoerden. Die mochten ook punten optellen en aftrekken.
De vader van Karel Kwast is een Dooddoener, een volgeling van Heer Voldemort.
In de film Harry Potter en de Relieken van de Dood deel 2 komt Kwast om het leven, tijdens de slag om Zweinstein. Dit gebeurt omdat Vincent Korzel niet in de film voorkomt (de acteur was zijn baan kwijt, omdat hij een strafblad had), in de film sterft Kwast in de plaats van Korzel.

## Theodoor Noot
Theodoor Noot (Engels: Theodore Nott) is een personage uit de Harry Potter-boeken van Joanne Rowling.
Theodoor is een slimme, eenzame jongen die zich niet geroepen voelt zich aan te sluiten bij Draco Malfidus of andere Zwadderaars. Hij werd als eerst genoemd tijdens de sorteerceremonie in het eerste boek. In de Orde van de Feniks is hij in de bibliotheek met Korzel, Kwast en Draco. Als Harry binnenkomt, kijken ze erg boos naar Harry omdat hij de namen van hun vaders als Dooddoeners heeft genoemd in de Kibbelaar,
Zijn vader, Noot, is een oude weduwnaar en Dooddoener.
Theodoor is, samen met Harry, Loena en Marcel, de enige in Harry’s jaar waarvan bekend is dat hij Terzielers kan zien, dus hij heeft iemand zien doodgaan, mogelijk zijn moeder.
Theodoor zou ook lid worden van de Slakkers, maar toen professor Slakhoorn hoorde dat zijn vader was gearresteerd op het Ministerie van Toverkunst was zijn interesse snel weg.

## Patty Park
Patty Park (Engels: Pansy Parkinson) zit in hetzelfde jaar als Harry Potter op Zweinsteins Hogeschool voor Hekserij en Hocus-Pocus. Haar afdeling is Zwadderich. Patty wordt door Rowling omschreven als een meisje met een harde uitstraling, een gemeen karakter en een mopshond-achtig gezicht. Ze wordt vaak gezien als de vrouwelijke evenknie van Draco Malfidus, en vaak ook als zijn vriendinnetje. Ze was Malfidus' partner bij het kerstbal voorafgaand aan het Toverschool Toernooi in het vierde boek, en in het zesde boek wordt beschreven hoe Malfidus zijn hoofd op haar schoot legt terwijl ze in de Zweinsteinexpres onderweg zijn naar school.
In het vijfde boek is Patty Park Klassenoudste en wordt ze lid van het door Professor Omber opgerichte Inquisitiekorps. Het doel van dit corps is om het leven van de leden van de Strijders van Perkamentus moeilijk te maken. Patty Park was dan ook een van de corpsleden die de Kamer van Hoge Nood binnenging en de ledenlijst van de muur griste, waardoor Omber de SVP kon verbieden.
Patty Park wordt vaak gezien met Draco Malfidus, Vincent Korzel en Karel Kwast. Ze schept er plezier in om Hermelien Griffel te pesten en haar voor gek te zetten, maar was met stomheid geslagen toen ze Hermelien op het kerstbal zag, schitterend uitgedost en met een prachtige baljurk aan, aan de arm van Viktor Kruml.
In de boeken wordt door Rowling niet expliciet beschreven dat Park een "volbloed heks" is. Echter gezien het feit dat de Sorteerhoed haar bij de afdeling van Zalazar Zwadderich indeelde is het aannemelijk dat ze van volbloed afkomst is. Maar aangezien Rowling duidelijk schreef dat 25% van ieder jaar volbloed is en er al tien andere leerlingen zijn in dit jaar met die status is het aannemelijk dat Patty geen volbloed is.

## Benno Zabini
Benno Zabini (Engels: Blaise Zabini) wordt al tijdens de Sorteerceremonie in het eerste boek genoemd, maar hij komt verder pas ter sprake in het zesde boek. Zabini is een Zwadderaar, en zit in hetzelfde jaar als Harry Potter.
Omdat Benno Zabini in de originele Engelse versie Blaise Zabini heet en deze voornaam voor zowel mannen als voor vrouwen wordt gebruikt, zette de naam Wiebe Buddingh', de vertaler van de Harry Potter-boeken, op het verkeerde been: hij dacht dat "Blaise" een meisje was en vertaalde de voornaam met "Bella". Toen in het zesde boek bleek dat Blaise een jongen was werd de voornaam alsnog "Benno".
Benno is een goed-uitziende jongen met een beroemde, mooie moeder die al zevenmaal weduwe is. Alle zeven echtgenoten van Benno's moeder zijn onder zeer verdachte omstandigheden overleden, waarna moeder Zabini alle eigendommen van haar echtgenoten voor zichzelf opeiste. Het is niet bekend wie van deze zeven echtgenoten de vader van Benno is. Zabini wordt beschreven als een bijzonder ijdele jongen, die net als de meeste andere Zwadderaars een grote afkeer heeft van Dreuzelkinderen en halfbloedjes.
In het zesde boek is Benno een van de leerlingen die, onderweg naar school in de Zweinsteinexpres, wordt uitgenodigd voor de lunch door Professor Slakhoorn die bezig is nieuwe leden voor zijn club "de Slakkers" te ronselen. Benno's aanwezigheid wordt blijkbaar door Slakhoorn op prijs gesteld want hij blijft, wanneer het schooljaar eenmaal begint, uitnodigingen van Slakhoorn ontvangen.
Zabini lijkt niet bepaald een hoge pet op te hebben van de andere Slakkers, getuige zijn opmerkingen tegen Draco Malfidus in de Zweinsteinexpres. Desondanks blijft hij de uitnodigingen van Slakhoorn accepteren.
Tijdens de treinrit naar Zweinstein maakt Patty Park de opmerking dat Benno Ginny Wemel wel een knap meisje vindt. Hij zegt echter tegen Malfidus dat hij nooit een "smerige kleine bloedverraadster" als Ginny zou aanraken, hoe mooi ze er ook uitziet.

## Overige Zwadderaars

### Zwadderaars met een eigen artikel
- Marten Vilijn (Heer Voldemort)
- Lucius, Narcissa, Draco Malfidus en Scorpius Malfidus
- Albus Potter
- Regulus Zwarts
- Firminus Nigellus Zwarts
- Bellatrix van Detta
- Hildebrand Slakhoorn
- Severus Sneep
- Rodolphus van Detta
- Rabastan van Detta
- Andromeda Tops
- De hele familie Zwarts, met uitzondering van Sirius

### Bijfiguren uit Zwadderich
- Adriaan Punnik
- André Hilarius
- Lucian Bakzijl[5]
- Hondsdraf
- Maarten Wildeling
- Marcus Hork
- Melchior Beulsvreugd
- Sijmen Sikkepit
- Theodoor Noot
- Urnveld
- Valom
- Warrel
- Wrakking

## Andere afdelingen
- Lijst van Griffoendors
- Lijst van Huffelpuffers
- Lijst van Ravenklauwen